# Wuttichai Tathong
Wuttichai Tathong (tiếng Thái: วุฒิชัย ทาทอง; sinh ngày 11 tháng 4 năm 1985) là một cầu thủ bóng đá người Thái Lan thi đấu ở vị trí tiền đạo cho câu lạc bộ ở Thai League 2 Udon Thani.

## Danh hiệu

### Quốc tế
U-23 Thái Lan
- Sea Games  Huy chương Vàng (1); 2007

## Sự nghiệp quốc tế
Wuttichai giành chức vô địch tại Đại hội Thể thao Đông Nam Á 2007 với Đội tuyển bóng đá U-23 quốc gia Thái Lan.
Năm 2014, anh được triệu tập vào đội tuyển quốc gia bởi Kiatisuk Senamuang để thi đấu Vòng loại Cúp bóng đá châu Á 2015.

## Đời sống cá nhân
Anh trai của Wuttichai, Chainarong Tathong, cũng là một cầu thủ bóng đá.

## Cá nhân
- Cầu thủ xuất sắc nhất tháng Giải bóng đá Ngoại hạng Thái Lan (1): tháng 6 năm 2013 [1]